# Grotte de l’Autel (Réunion)
Die Grotte de l’Autel (deutsch: Altarhöhle) ist eine kleine Höhle auf der Maskareneninsel Réunion. Sie befindet sich an der N1 Route 2 km südlich von Saint-Gilles. Im Süden der Höhle steht ein etwas tiefer gelegener Hüttenaltar zu Ehren des Heiligen St. Expedit. Der Hohlraum ist etwa 2,50 m lang, 1,20 m breit und 1 m hoch an der höchsten Stelle. Die Höhle wurde 1980 von Roger Bour und François Moutou entdeckt. Im selben Jahr war das Sediment komplett abgetragen. Die Grotte de l’Autel ist eine Fossillagerstätte von internationalem Rang. Hier wurden die subfossilen Überreste von ausgestorbenen Vogelarten, darunter der Réunion-Eule (Otus grucheti), dem Maskarenen-Blässhuhn (Fulica newtoni), dem Réunion-Nachtreiher (Nycticorax duboisi), dem Réunionfalken (Falco duboisi), der Réunion-Gans (Alopochen kervazoi), dem Réunionsittich (Mascarinus mascarinus) und dem Réunionibis (Threskiornis solitarius) zu Tage gefördert.